# When All Is Said and Done
Singles de ABBA
Slipping Through My Fingers
(1981) Head over Heels
(1982)
Clip vidéo
[vidéo] « When All Is Said and Done », sur YouTube
When All Is Said and Done est une chanson du groupe de pop suédois ABBA extraite de leur huitième et dernier album studio The Visitors, sorti en 1981. Elle a également été publiée en single dans un nombre limité de pays (notamment en Amérique du Nord et Australie). Similairement à The Winner Takes It All pour Agnetha Fältskog et Björn Ulvaeus, les paroles, chantées par Anni-Frid Lyngstad, évoquent son divorce avec Benny Andersson.
When All Is Said and Done a été adapté en espagnol sous le titre No Hay A Quien Culpar (qui se traduit en anglais par There Is No One To Blame, et en français par Ce n'est la faute de personne).

## Classements
| Classement (1982)              | Meilleure position |
| ------------------------------ | ------------------ |
| États-Unis (Billboard Hot 100) | 27                 |